# Santa María de Estall

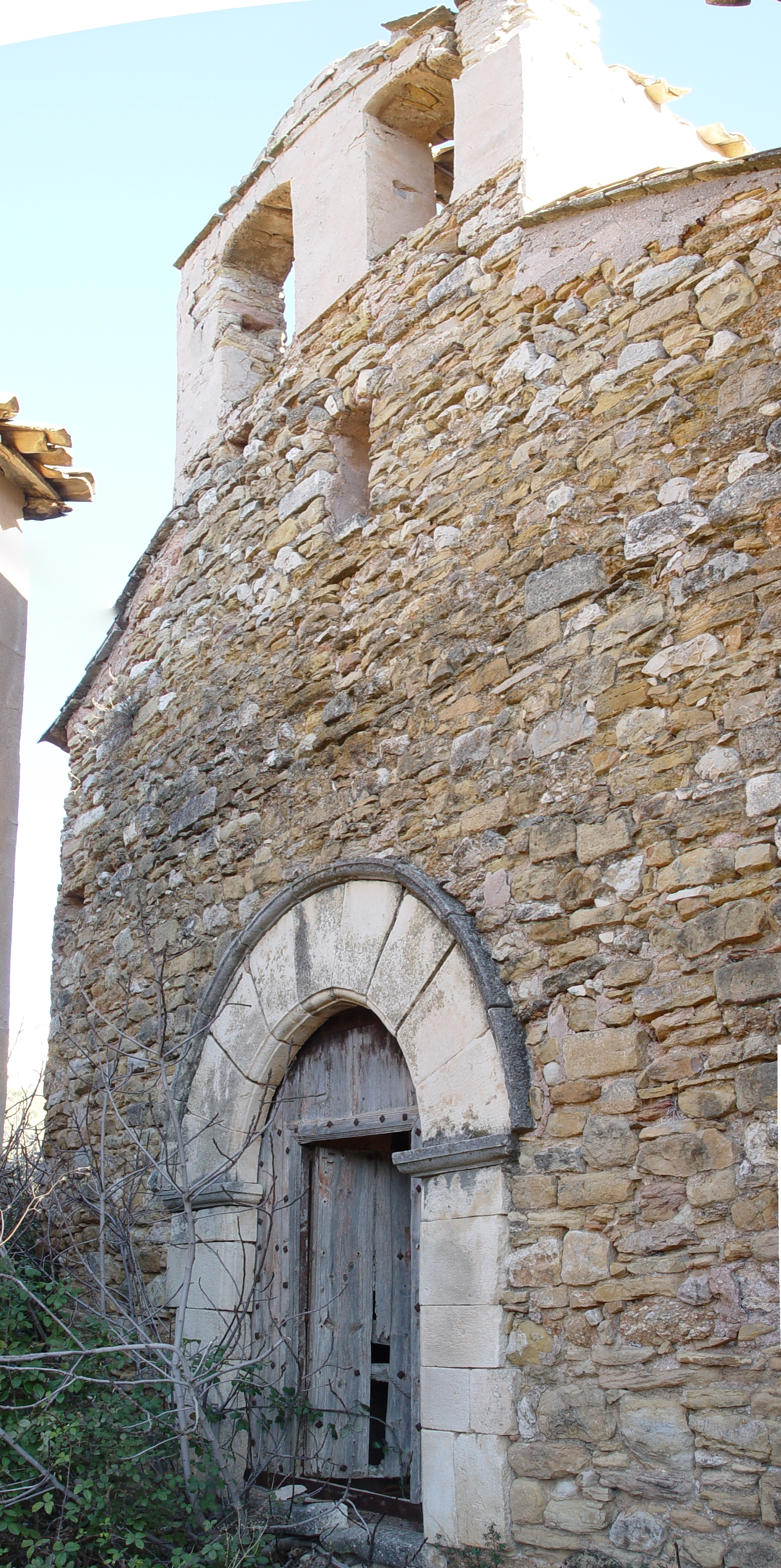
Santa María de Estall

Die Pfarrkirche Santa María de Estall (katalanisch Santa Maria d’Estall) in Viacamp y Litera, einer Gemeinde in der spanischen Provinz Huesca der Autonomen Region Aragonien, wurde im Stil der Romanik errichtet. Die Kirche befindet sich im Ortsteil Estall.

## Beschreibung
Die im Kern romanische Kirche ist einschiffig und schließt im Osten mit einem halbrunden Chor. Sie ist aus Bruchstein gebaut. An der Westfassade befindet sich ein schlichtes, rundbogiges Portal. Auf dem Dach sitzt ein Dachreiter (Espadaña).
Die der Muttergottes geweihte Kirche ist heute baufällig.